# James Shaw Hay

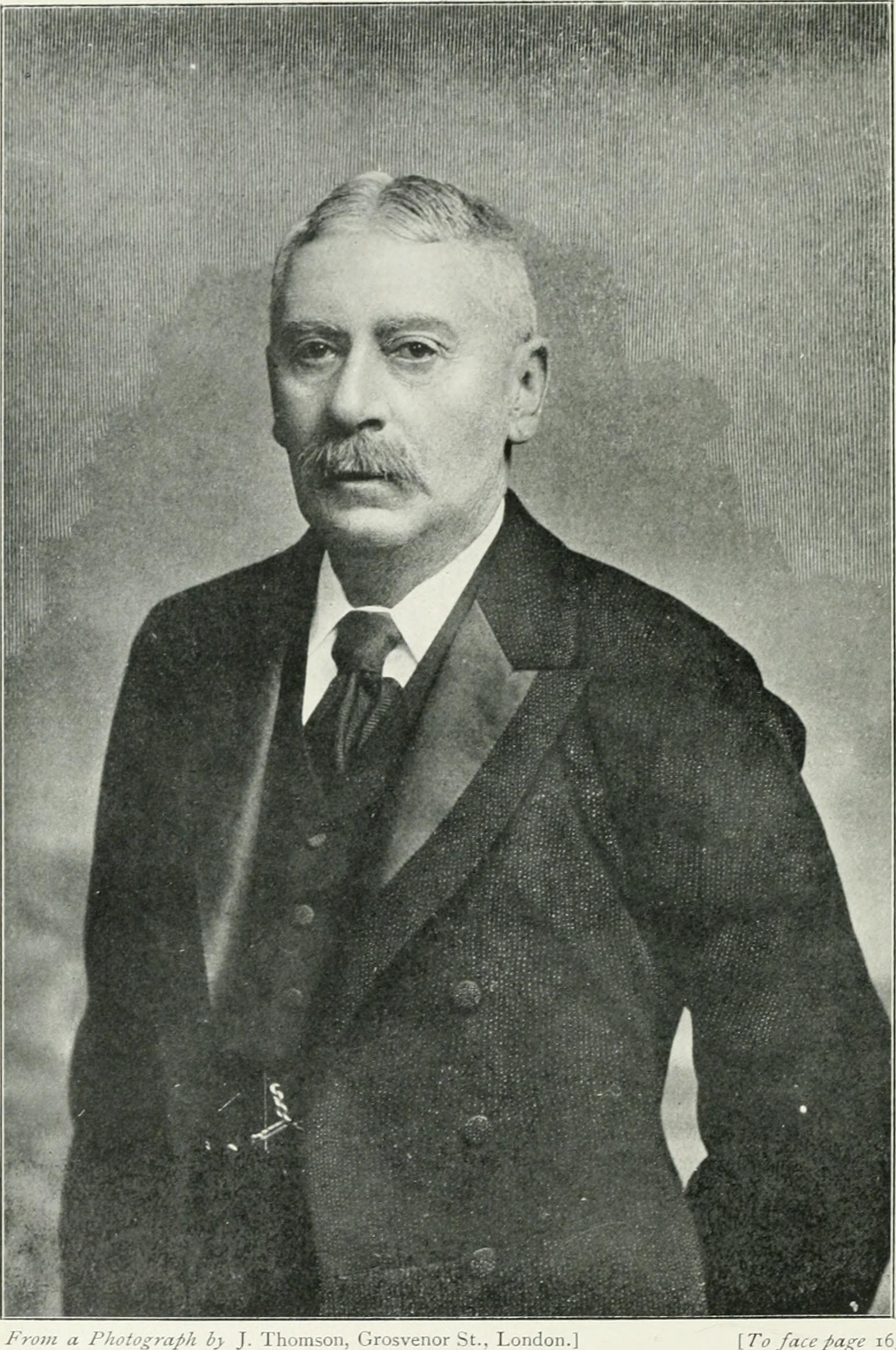
Sir James Shaw Hay, 1901

Sir James Shaw Hay KCMG (* 25. Oktober 1839; † 20. Juni 1924) war ein britischer Kolonialverwalter.

## Leben
Hay entstammte einer Nebenlinie des Clan Hay. Er diente als Offizier des 29th Regiment Madras Native Infantry der Madras Army in Britisch-Indien während des Indischen Aufstandes von 1857. Anschließend schloss er sich dem Kolonialdienst an und war von 1875 bis 1880 an der Goldküste (1875–1880) beschäftigt. Anschließend war er von 1880 bis als Generalinspekteur der Polizei in Mauritius tätig.
Anschließend war er als britischer Verwalter in Britisch-Gambia vorgesehen. Er erreichte Bathurst (damaliger Name von Banjul) im Februar 1886 und verließ dann Gambia im Juni wieder in Richtung Freetown, um als stellvertretender Gouverneur von Sierra Leone tätig zu sein. Hay kehrte nach Bathurst nicht mehr zurück. Nach dem Tod des Gouverneurs Samuel Rowe, wurde er 1888 zum Gouverneur von Sierra Leone befördert und hatte dieses Amt bis 1891 inne. 1889 wurde er als Knight Commander des Order of St. Michael and St. George geadelt. Von 1892 bis 1900 war er in der gleichen Position in Barbados eingesetzt.
Er war dreimal verheiratet und hinterließ eine Tochter seiner aus erster Ehe.